# Понінське сільське поселення
По́нінське сільське поселення — колишнє муніципальне утворення в складі Глазовського району Удмуртії, Росія. Адміністративний центр — село Поніно.
Законом Удмуртської Республіки від 29.04.2021 № 38-РЗ ліквідовано через перетворення муніципального району на муніципальний округ.
Населення — 2330 осіб (2015; 2479 в 2012, 2398 в 2010).
В поселенні діють школа, школи-садок, дитячий будинок-школа, 2 дитсадки, ДЮСШ, школа мистецтв, 2 клуби, Золотарьовський краєзнавчий музей, філіал Глазовського краєзнавчого музею, лікарня, 4 ФАПи. Працює 7 магазинів, серед підприємств — 5 КФГ.
Голови:
- 2006–2011 Максимов Євгеній Васильович
- з 2011 — Максимов Євгеній Васильович

## Склад
В склад поселення входять такі населені пункти:
| Населений пункт       | Населення, осіб (2010) | Населення, осіб (2012) |
| --------------------- | ---------------------- | ---------------------- |
| Артьонки, присілок    | 2                      | 2                      |
| Бадзимшур, присілок   | 12                     | 12                     |
| Єскіно, присілок      | 25                     | 24                     |
| Золотарьово, присілок | 362                    | 376                    |
| Зотово, присілок      | 13                     | 13                     |
| Ізошур, присілок      | 35                     | 33                     |
| Кляпово, присілок     | 17                     | 17                     |
| Коршевіхіно, присілок | 14                     | 13                     |
| Коршуново, присілок   | 11                     | 11                     |
| Ляпіно, присілок      | 5                      | 4                      |
| Митино, присілок      | 83                     | 83                     |
| Паслоково, присілок   | 25                     | 28                     |
| Полдарай, присілок    | 87                     | 90                     |
| Помаяг, присілок      | 19                     | 22                     |
| Поніно, село          | 1403                   | 1466                   |
| Пудвай, присілок      | 81                     | 84                     |
| Сьова, присілок       | 3                      | 3                      |
| Сьова, селище         | 201                    | 198                    |
| Шалаші, присілок      | 0                      | 0                      |